# Empidideicus hungaricus
Empidideicus hungaricus är en tvåvingeart som beskrevs av Thalhammer 1911. Empidideicus hungaricus ingår i släktet Empidideicus och familjen svävflugor. Inga underarter finns listade i Catalogue of Life.